# Los Álamos (Chile)
Los Álamos es una comuna y ciudad chilena de la provincia de Arauco, en la Región del Biobío, sobre la cuenca del río Trongol, en la zona sur de Chile. Se ubica a un costado de la Ruta 160, en la bifurcación que lleva hacia Lebu, a 25 km de su capital provincial. Los Álamos fue creada oficialmente, según registros históricos, el 22 de diciembre de 1891.

## Historia
La comuna de Los Álamos fue creada el 22 de diciembre de 1891, con lo que fue separada oficialmente de la comuna de Lebu.

## Medio ambiente

### Geomorfología y componentes abióticos

Trazado simplificado de los ecosistemas y cuerpos de agua presentes en la comuna de Los Álamos.

La comuna de Los Álamos se encuentra emplazada en las unidades geomorfológicas de Planicie marina o fluviomarina y Cordillera de la costa; y presenta según la clasificación climática de Köppen clima mediterráneo de lluvia invernal (Csb), clima mediterráneo de lluvia invernal de altura (Csb (h)), clima mediterráneo de lluvia invernal e influencia costera (Csb (i)) y clima mediterráneo frío de lluvia invernal (Csc). Esta además se halla entre las cuencas hidrográficas de Costeras del río Lebu y río Paicaví, río Biobío, río Carampangue y río Lebu. Además, la comuna posee diversos cuerpos de agua, entre los que se destacan la laguna Antiguala y laguna Lencan; y río Caramavida, río Curanilahue, río Lebu, río Pilpilco, río Trongol y río Tucapel.

### Componentes bióticos
Dentro del territorio de la comuna se pueden hallar los siguientes ecosistemas:
- Bosque caducifolio templado costero donde predominan Nothofagus alpina y Persea lingue (En peligro)
- Bosque laurifolio templado costero donde predominan Aextoxicon punctatum y Laurelia sempervirens (En peligro)
- Bosque mixto mediterráneo-templado costero donde predominan Nothofagus dombeyi y Nothofagus obliqua (En peligro crítico)
- Bosque resinoso templado costero donde predomina Araucaria araucana (Vulnerable)

### Medidas de protección ambiental y conflictos socioambientales
Hasta 2022, la comuna de Los Álamos cuenta con las siguientes zonas que poseen algún nivel de protección ambiental:
- AAVC Caramavida (Iniciativa de Conservación Privada)[13]
- AAVC Trongol (Iniciativa de Conservación Privada)[14]
- Quebrada Caramávida (Sitios Ley 19.300)[15]

## Demografía
De acuerdo al censo de 2002, en la comuna habitan 18.632 personas, de las cuales 16.394 corresponden a población urbana y 2.238, a población rural; de ellos, 9.456 son hombres y 9.176 son mujeres. El censo mencionado mostró que en la ciudad de Los Álamos, que tiene una superficie de 6,90 km², vivían 13.035 personas, de las cuales 6.558 eran hombres y 6.477 eran mujeres, y había 5.190 viviendas.
Su población tiene un fuerte componente indígena de la etnia mapuche lafquenche.

### Localidades
Además de la ciudad de Los Álamos, dentro de la comuna existen otras localidades, como: Antihuala, Cerro Alto, La Araucana, Sara de Lebu, Temuco Chico, Tres Pinos.
- La Virgen
- Agua de los Gansos
- Quillaitun
- La Aguada
- Pangue
- Ranquilco
- Pichillanquehue
- Trauco
- Toco Toco
- Los Ríos
- Trongol Alto
- Trongol Bajo

## Administración

### Municipalidad
La Municipalidad de Los Álamos es dirigida desde 2021 por el alcalde Pablo Vegas Verdugo (Ind./Chile Vamos). El concejo municipal para el periodo 2024-2028 está conformado por:
- Pedro Pavez Aravena (REP)
- Gustavo Salgado Ormeño (DEM)
- Gabriel Peña Poblete (Ind./RN)
- Héctor Morales Alarcón (Ind./UDI)
- Carmen Soubelet González (PS)
- Pamela Sierra Aguayo (Ind./DEM)

### Representación Parlamentaria
Además, la comuna pertenece al distrito electoral N.º 21, el cual es representado en la Cámara de Diputados del Congreso Nacional por los diputados Flor Weisse (UDI), Clara Sagardía (Frente Amplio), Karen Medina (Independiente), Joanna Pérez (Demócratas) y Cristóbal Urruticoechea (Partido Nacional Libertario). A su vez, la comuna pertenece a la circunscripción N°10, región del Biobío, la cual es representada en el Senado por los senadores Gastón Saavedra Chandía (PS), Sebastián Keitel (ind-Evópoli) y Enrique Van Rysselbergue (UDI). 

## Economía
En 2018, la cantidad de empresas registradas por el Servicio de Impuestos Internos en Los Álamos fue de 161. El Índice de Complejidad Económica (ECI) en el mismo año fue de -0,37, mientras que las actividades económicas con mayor índice de Ventaja Comparativa Revelada (RCA) fueron Venta al por Mayor de Madera no Trabajada y Productos de Elaboración Primaria (40,47), Servicios de Corta de Madera (35,69) y Grandes Establecimientos de Venta de Alimentos, Hipermercados (35,04).
La principal actividad económica de la comuna es forestal, con desarrollo de agricultura de subsistencia; el comercio es poco denso, limitándose a unos cientos de metros en la avenida principal de Los Álamos y de sectores aledaños.

### Turismo
Existen organizaciones que promueven el turismo en la comuna, como es el Club de Huasos, el Club Pilotos Los Álamos (CPLA); el Club de Pesca y Caza, agrupaciones folclóricas, etc.
El río Cupaño, que desemboca en la ciudad de Lebu, se constituye como una de las principales fuentes recreativas para las personas de Los Álamos durante la época de verano. Su historia se vincula a la presencia en la zona del conquistador Don Pedro de Valdivia, quien acampó allí antes de dirigirse al Fuerte Tucapel de la ciudad de Cañete, donde, posteriormente, fue capturado en los pantanos del estero Temuco, localidad de Antihuala. El Río Cupaño posee un icono para la comuna, que es el Puente Colgante, que tiene más de 50 años de antigüedad.
Aparte, debe mencionarse al río Caramávida, que también se constituye en un espacio recreativo, durante los fines de semana, incluyendo sus saltillos naturales y la Laguna de Antihuala, lugar turístico para la práctica de deportes acuáticos como el Kayak, entre otros.
Las dunas de Pangue, que se encuentran cercanas a la localidad de Sara de Lebu, también son un atractivo turístico de la comuna. Esta zona está provista de un excelente espacio para el desarrollo del campin, de cabalgatas, rally de vehículos y pesca deportiva. Las dunas están bordeadas por el estero Pangue.
Pangue, posee también, una hermosa laguna, poco conocida, que tiene un diámetro aproximado de 1,6 kilómetro de largo, con un excelente mirador, desde el cual se puede apreciar una hermosa vista. Al lugar donde se encuentra la laguna sólo se puede llegar en vehículo todo terreno, ya que su acceso es bastante difícil y solo para experimentados.
Otro atractivo turístico es el Río Pilpilco, de trascendencia histórica ya que este sector fue una de las primeras zonas habitadas de la comuna, y tuvo directa relación con el desarrollo de la actividad minera local. Pilpilco aún es una zona minera, y son pocos los vestigios que quedan de la población que allí habitó. Cercano a Pilpilco se encuentra la localidad de Cerro Alto en la cual aún viven mineros del carbón.

## Cultura
En el ámbito literario, Los Álamos destaca por sus poetas. Entre estos se puede nombrar a René Briones Sandoval, Maribel Castro Vergara, Olga Ester Garrido, Marta Díaz Pereira, María Rocha, Manuel Castro, Mac Karo, quienes fueron antologados en la revista Chonchón n°39, publicada en septiembre de 2020. Además, durante los años 2018 y 2019, los poetas de Los Álamos participaron en el I y el II Encuentro latinoamericano de poetas y narradores en Lebu, eventos que contaron con la presencia de autores de la Provincia de Arauco, como Lidia Mansilla Valenzuela y Alejandro Concha M., y del extranjero, tales como Jorge Canales y Amapola, de El Salvador, Chary Gumeta y José Baroja, de México, y Felicidad Batista, de España, entre otros participantes.

## Servicios públicos

### Educación
Escuela José Ulloa Fierro, está ubicada en el sector de Temuco chico y actualmente cuenta con una matrícula de 115 estudiantes de prekínder a octavo año, posee una planta docente de 23 profesores, 16 asistentes de la educación, 2 manipuladoras de alimentos y 4 apoyos de los programas de empleo. Su director desde el año 2013 por el profesor Luis Ernesto Flores Olave.
Este establecimiento educacional funciona desde 1974, por iniciativa de la Comunidad organizada del sector, bajo el nombre de Escuela N.º 8-A con un primer año que funcionó en la Sede Comunitaria del sector y aprobada por la Dirección Provincial de Educación Arauco-Lebu.
La Junta de Vecinos construyó un local, el cual permitió atender a alumnos de 1.º a 4.º básico. Dicho edificio fue inaugurado el 18 de enero de 1978, con una matrícula de 118 alumnos y los profesores en ese entonces eran la Sra. Irma Saravia, la Sra. Carmen Carrasco, la Sra. Julia Soto y el Sr. Jaime Baeza. A la escuela, se le asigna el Nº 29.
Ya en el año 2000 se hablaba de construir un nuevo edificio para establecer la Jornada Escolar Completa. Sólo en agosto de 2004, fueron aprobados los dineros por el Consejo Regional. La construcción definitiva se realizó durante el año 2007, dando inicio a las clases en el nuevo edificio en marzo del año 2008. La Jornada Escolar Completa se inició en el segundo semestre del año 2008.